# 永江智明
永江 智明（ながえ ともあき、1953年7月15日 - ）は、日本の俳優、声優、ナレーター。長崎県出身。身長174cm、血液型はO型。東京都立文京高等学校卒業、岩渕ぐるうぷ所属。

## 人物
1977年に舞台『雨』でデビューし、同年にテアトル・エコーを卒業。1981年に五月舎に所属し、1992年に五月舎が解散するまで所属した。舞台を中心に活動している。

## 出演作品

### 特撮
- 仮面ライダー (スカイライダー)（Xライダーの声[4]、ライダーマンの声[4]）
- 仮面ライダー 8人ライダーVS銀河王（ライダーマンの声）

### ゲーム
- キングダム ハーツII（サンタクロース[4]）

### 吹き替え
- ナイトメアー・ビフォア・クリスマス（サンディ・クローズ[4]、ザ・デヴィル）
- マイ・ラブ（ジルベール・ベコー）※TBS版
- マペットのクリスマス・キャロル（スタトラー、現在のクリスマスの幽霊）
- マペットの宝島（スタトラー）

### 舞台
- 雨(1977)
- ワン さようならは二度いわない(1985) - 夫の弟
- 蜜の味(1988)[5]
- ZEAMI(1990)
- 屋根の上のヴァイオリン弾き(1994)
- 夏の木(1998)
- どうりでガサゴソいうと思ったら……(1999)
- 新・道元の冒険(2000)
- 水の記憶(2001)
- 雨(2002) - 白石屋
- 雁の寺(2004)
- 小林一茶(2005) - 立花屋源七
- フィガロの離婚(2006) - 校長、将校、クラブの客
- ミステリークラブ殺人事件（2004、2006）
- ボクゼン(2012)
- 資格ファイター(2013)
- 検察官(2015)

### テレビドラマ
- 月曜ミステリー劇場 狼女の子守唄(2002)
- 赤い奇跡(2006)
- 土曜ワイド劇場 特別企画 家政婦は見た!24(2006) - 笠原
- 夫のカノジョ(2013)

### CM
- 黄桜